# Lamspringe

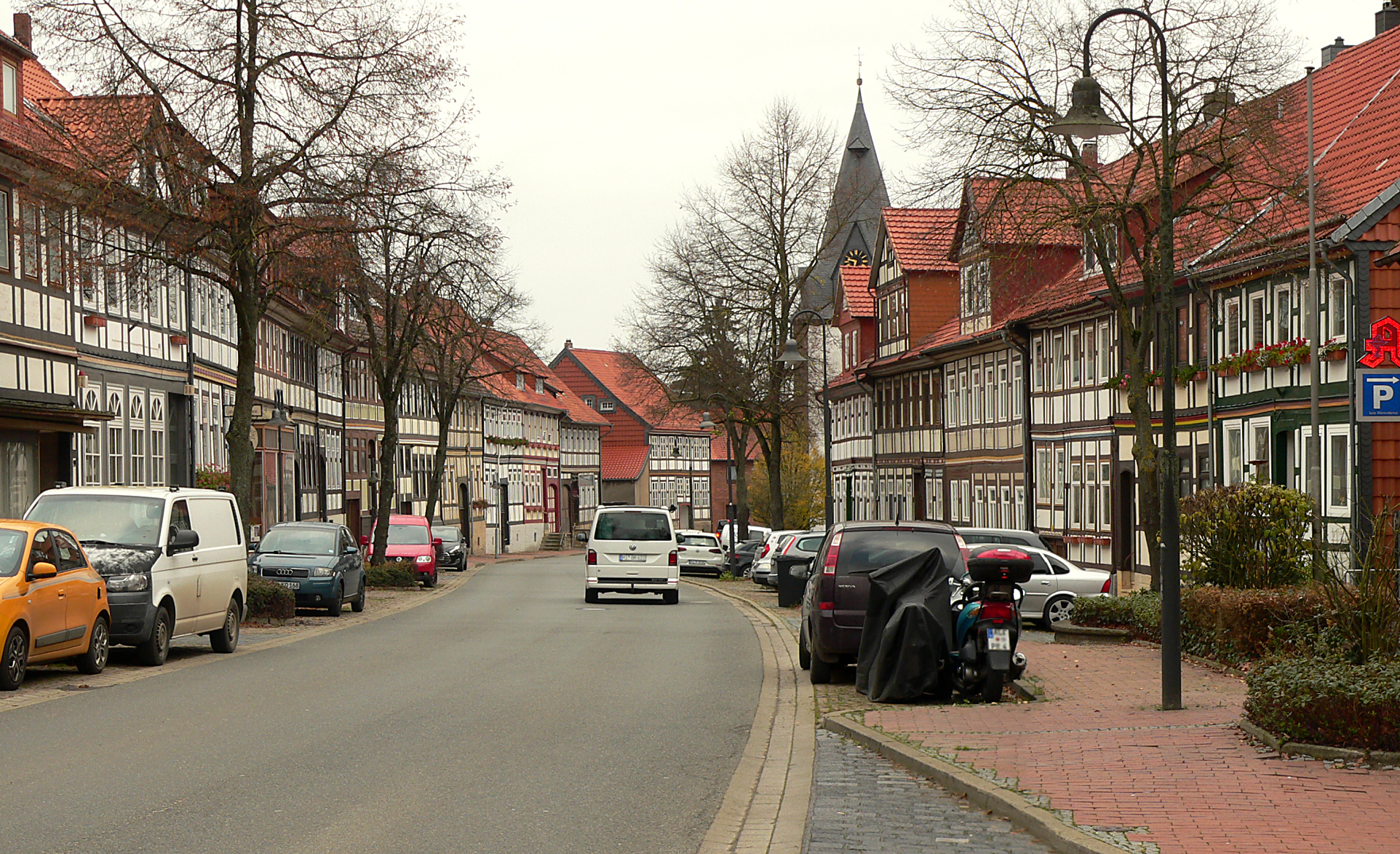
Hauptstraße

Lamspringe ist eine Einheitsgemeinde im Landkreis Hildesheim im südlichen Niedersachsen. Lamspringe ist staatlich anerkannter Erholungsort am Heber. Hauptort und Verwaltungssitz der Einheitsgemeinde ist der Flecken Lamspringe.

## Geografie

### Lage
Die Ortschaft Lamspringe liegt an der Quelle der Lamme zwischen den Höhenzügen Harplage im Nordosten, Heber im Südosten und dem Sackwald im Westen. Sie befindet sich im Städteviereck Alfeld–Bad Salzdetfurth–Bockenem–Bad Gandersheim.
Großstädte unweit von Lamspringe sind: Hannover (50 km) und im Norden sowie Göttingen (40 km) im Südosten. Eine weitere größere Stadt ist Goslar (30 km) im Osten und Hildesheim (30 km) im Norden.

### Gemeindegliederung
Die Gemeinde Lamspringe besteht aus 15 Ortsteilen in acht Ortschaften:
- Graste
- Harbarnsen
- Irmenseul
- Flecken Lamspringe (mit Glashütte, Rolfshagen und Ziegelhütte)
- Netze
- Neuhof (mit Ammenhausen und Wöllersheim)
- Sehlem (mit Evensen)
- Woltershausen (mit Hornsen)

## Geschichte

### Ortsname
Alte Bezeichnungen des Ortes sind um 872 Lammespringensium, 873 Lammespring, 1138 Lamspringensi und im Jahr 1391 Lamme. Der Ortsname ist ein vorgermanischer Flussname im Stromgebiet der oberen und mittleren Leine. Als Grundlage bieten sich baltische und slawischen Gattungsnamen um „lom“ für „Bruch, Windbruch“, „lomà“ für „niedrige Stelle auf dem Acker“ und „lãma“ für „Pfütze, Grube“ an.

### Orts- und Klostergründung

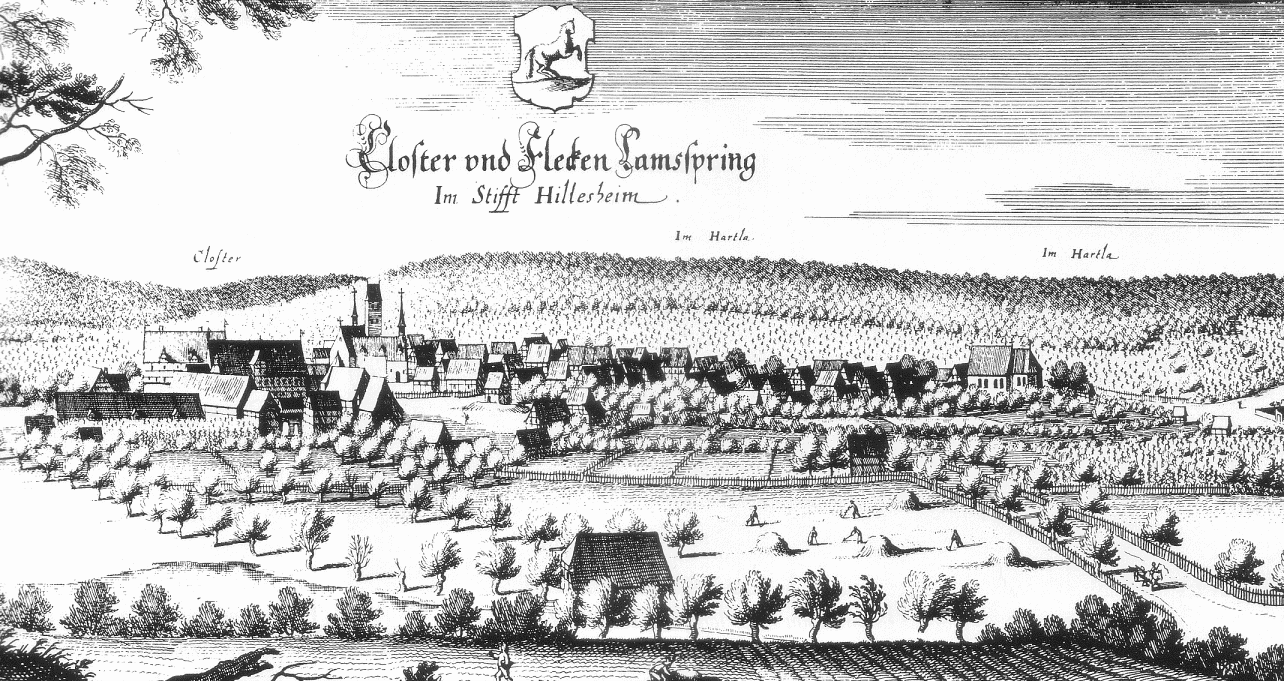
Merian-Stich um 1654, links das Kloster

Ob Lamspringe als Siedlung bei der Gründung des Klosters Lamspringe im 9. Jahrhundert bereits bestand, ist unbekannt. Im Mittelalter lag Lamspringe an einer alten Heer- und Handelsstraße von Frankfurt über Göttingen und Hildesheim zur Nordsee. Die Ortsentwicklung ist mit der Gründung des Klosters verbunden. Das Kloster wurde erstmals urkundlich 872 als Nonnenkloster erwähnt, dem Bischof Altfrid von Hildesheim das Zehntrecht abtrat. Die Geschichte des Klosters und damit auch des Ortes schrieb ein Pater des Klosters 1696 anhand von Originalurkunden nieder, die heute nicht mehr vorhanden sind.
Einer im 16. Jahrhundert gebildeten Gründungssage zufolge wurde das Kloster 847 als Frauenkloster in Lamspringe durch Graf Ricdag, einem sächsischen Adligen aus der Familie der Immedinger, an der Quelle der Lamme und seiner Frau Imhildis gegründet. Ihre einzige Tochter Ricburga wurde als erste Äbtissin eingesetzt; an der Gründung beteiligt war Bischof Altfried von Hildesheim, der Neffe des Stifters. Der Gründungssage nach unternahm das Stifterehepaar Ricdag eine Wallfahrt nach Rom und erhielt von Papst Sergius II. (844–847) die Gebeine des Märtyrers St. Hadrian.

### Entwicklung
Günstige Siedlungsvoraussetzungen für Ort und Kloster Lamspringe herrschten durch die Lage westlich des Harzes zwischen den schützenden Höhenzügen Harplage, Heber und Harlath. Außerdem gab es in der Nähe einen Pass, durch den eine alte Heer- und Handelsstraße führte. Die Besiedlung unterstützen Wasser- und Steinvorkommen. Die spätere Ackerbürgerstadt Lamspringe verdankt ihre Entwicklung dem Kloster, das zahlreiche Arbeitskräfte als Tagelöhner, Knechte, Handwerker und Klosterdiener benötigte. Die Siedlung profitierte vom Aufschwung des Klosters, das bis ins 14. Jahrhundert das reichste Kloster des Bistums Hildesheim war und über die Jahrhunderte fast immer ein gut gehender Wirtschaftsbetrieb. Lamspringe wurde ein Zentrum des Umschlaghandels und des Brauereiwesens. Diese Aufwärtsentwicklung setzte sich auch nach der Auflösung des Klosters 1803 fort.
Während der Hildesheimer Stiftsfehde zwischen 1519 und 1523 zwischen dem Hochstift Hildesheim und dem Herzogtum Braunschweig wurde Lamspringe niedergebrannt und das Kloster geplündert. Seitdem gehörte Lamspringe für gut hundert Jahre zum welfischen Herrschaftsbereich. Im Schmalkaldischen Krieg kam es 1552 zu einem Überfall durch den Söldnerführer Vollrad von Mansfeld, dessen Landsknechte auch Nonnen schändeten. Der Dreißigjährige Krieg traf Lamspringe hart. Nach der Schlacht bei Lutter am Barenberge 1626 plünderten Söldnertruppen den Ort und brannten erneut dutzende Häuser nieder. Nach dem Krieg befand sich die Klosteranlage in einem katastrophalen baulichen Zustand.

### Kloster

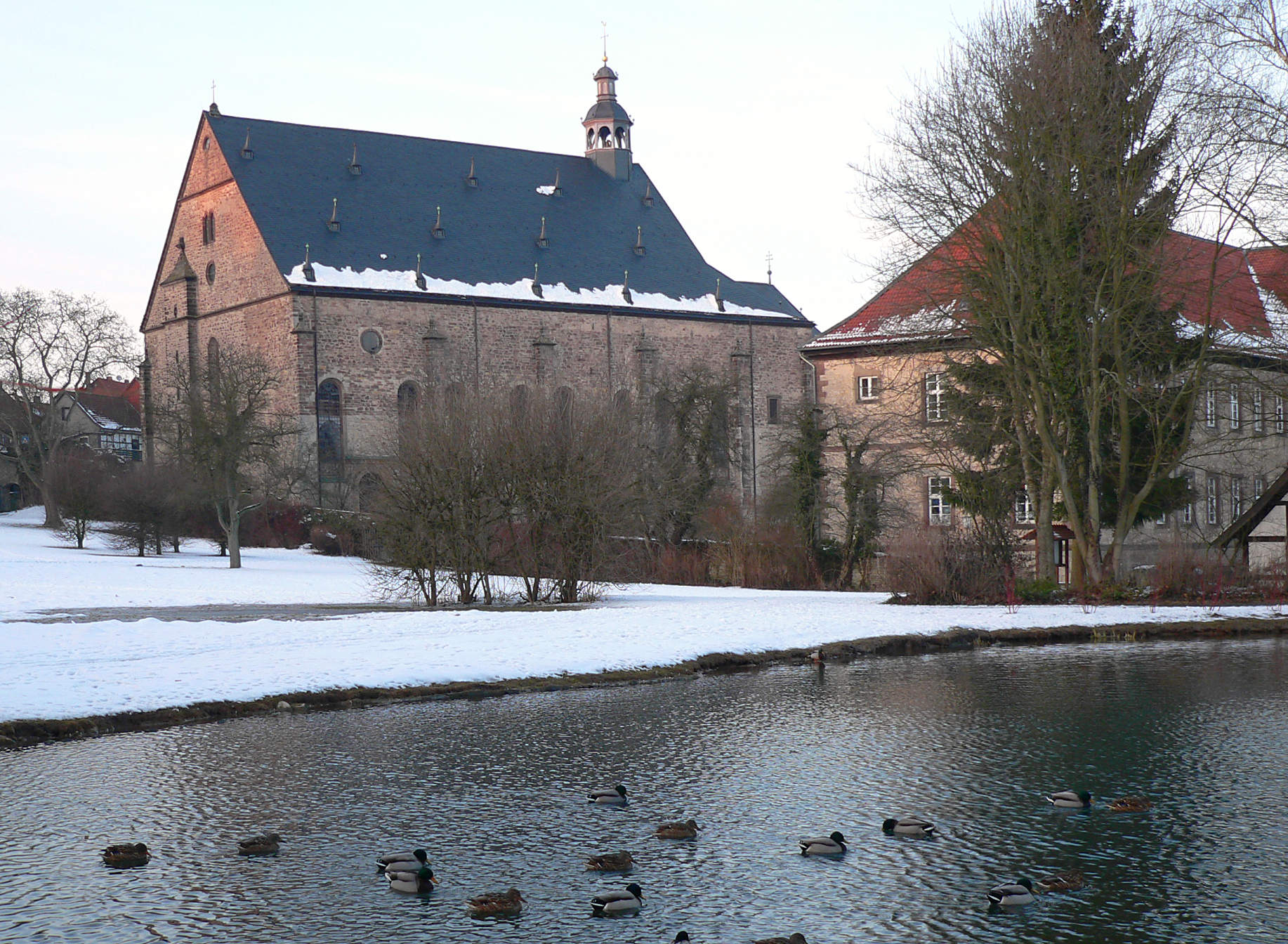
Kloster Lamspringe mit Kirche und Konventgebäude (rechts)

Das Kloster Lamspringe wurde bei der Gründung und auch in späteren Jahrhunderten reich mit Besitz durch Schenkungen ausgestattet. Im 12. Jahrhundert gehörten zum klösterlichen Besitz zehn Mühlen und Zehntrechte in 17 Orten. Die Besitzungen reichten von Seesen bis nach Braunschweig und ins Schaumburger Land. Der Besitzschwerpunkt lag östlich von Lamspringe und im Ambergau. Das Kanonissenstift erlebte im 12. und 13. Jahrhundert mit etwa 180 Nonnen seine Blütezeit.
1643 kam Lamspringe mit seinem Kloster nach dem Hildesheimer Hauptrezess aus welfischer Herrschaft wieder an das Hochstift Hildesheim. Die seit 1568 lutherische Pfarrkirche wurde nicht rekatholisiert. In das verfallene Kloster berief der Bischof englische Benediktinermönche, die aus England vertrieben worden waren. Die Mönche belebten die Einrichtung wirtschaftlich und geistlich. Sie errichteten ab 1670 in 21 Jahren die dreischiffige Hallenkirche St. Hadrian und St. Dionysius. 1730 folgte der Neubau des für damalige Verhältnisse überdimensionierten Abteigebäudes mit 90 m langer Frontfassade. 1803 wurde das Kloster aufgelöst und in eine königliche Domäne umgewandelt.

### 20. Jahrhundert
1902 wurde Lamspringe an die Bahnlinie Kreiensen–Hildesheim angeschlossen, wodurch sich weitere Industriebetriebe ansiedelten.
1935–1938 baute Fritz Schaller eine Thingstätte im ehemaligen Klostergarten.
Der Abwurf von 10 Sprengbomben auf Lamspringe am 20. Februar 1944 forderte ein Todesopfer. Es entstand allerdings nur geringer Sachschaden.
1951 wurde in Lamspringe das Jubiläum von 1100 Jahren der Gründung des Klosters begangen. Es gab eine einwöchige Festveranstaltung, die unter großer Beteiligung der Bevölkerung stattfand. Die Feier war wegen der schwierigen Nachkriegszeit um vier Jahre verschoben worden. Aus Anlass des Jubiläums verfasste ein ortsansässiger Apotheker 1951 ein „Lamspringe-Lied“ mit fünf Strophen.
Nach dem Zweiten Weltkrieg hatten die Lamspringer Betriebe zunehmend unter dem nun weggefallenen Markt im Osten Deutschlands zu leiden. Die Einwohnerzahl sank zwischenzeitlich auf unter 3000. Trotz der Stilllegung der Bahnstrecke in den 80er Jahren begann sich die Wirtschaft mit der Wiedervereinigung zu erholen. Mehrere Betriebe der Metall- und Verpackungsindustrie siedelten sich in Lamspringe an. Die zentrale Lage zwischen A 7 und B 3 sowie die Nähe zur B 64 spielten hierbei eine wichtige Rolle.
Lamspringe ist Mitglied der 2015 gegründeten Region Leinebergland, eines nach dem Leader-Ansatz gegründeten freiwilligen Zusammenschlusses mehrerer Städte und Gemeinden in Südniedersachsen. Zuvor war die Region Leinebergland von 2007 bis 2013 Leader-Region. 

### Gemeindefusion am 1. November 2016
Die Samtgemeinde Lamspringe hat sich am 1. November 2016 in die Einheitsgemeinde Lamspringe umgewandelt. Zuvor war Lamspringe Verwaltungssitz der Samtgemeinde.

## Politik

### Gemeinde Lamspringe

#### Gemeinderat
Der Gemeinderat setzt sich aus 16 Ratsfrauen und Ratsherren inklusive des Gemeindebürgermeisters zusammen:
- SPD: 6
- CDU: 10

(Stand: Kommunalwahl 11. September 2016)

#### Gemeindebürgermeister
Der letzte ehrenamtliche Bürgermeister war Lars Herr (SPD). Seine Amtszeit endete am 31. Oktober 2016. Durch die Umwandlung der Samtgemeinde Lamspringe in die Einheitsgemeinde wurde die Wahl eines hauptamtlichen Bürgermeisters am 11. September 2016 notwendig. Lars Herr trat nicht erneut an. Andreas Humbert (parteilos, für die CDU) konnte sich mit 74,1 % gegen die SPD-Kandidatin Katja Schoner für die am 1. November 2016 begonnene Wahlperiode durchsetzen.

### Kernort Lamspringe

#### Ortsrat
Der Ortsteil Lamspringe verfügt über einen eigenen Ortsrat bestehend aus neun Ratsmitgliedern inklusive des Ortsbürgermeisters:
- SPD: 4
- CDU: 5

(Stand: Kommunalwahl 11. September 2016)

#### Ortsbürgermeister
Der Ortsbürgermeister vom Kernort Lamspringe ist Christian Krending (CDU). Seine Stellvertreterin ist Gitta Reckzeh (SPD).

### Wappen
Der Gemeinde wurde das Ortswappen am 28. September 1938 durch den Oberpräsidenten der Provinz Hannover verliehen. Der Landrat aus Alfeld überreichte es am 16. Januar 1939.
| Wappen von Lamspringe | Blasonierung: „In Rot auf grünem Boden ein springendes silbernes Lamm, darüber in der linken Schildecke eine goldene Hopfenranke mit silbernem Blatt und goldenem Fruchtzapfen.“ |
| Wappen von Lamspringe | Wappenbegründung: Die Neugestaltung des Wappens für Lamspringe geschah in Anlehnung an das mittelalterliche Wappen des Fleckens, das durch den Abt des einst bedeutenden Klosters am Ort im 17. Jahrhundert dem Bürgermeister ohne jegliche Begründung, aber mit Erfolg streitig gemacht wurde. Unter Entfernung des von jenem eingefügten Krummstabes wurde als Beizeichen die Hopfenranke gesetzt, die auf den einst so einträglichen und den Wohlstand der Gemeinde begründenden Hopfenanbau in der Gemarkung hinweist. Sie ist auch schon in den früheren Siegeln und Wappen des Fleckens als Symbol benutzt worden. |

## Kultur und Sehenswürdigkeiten

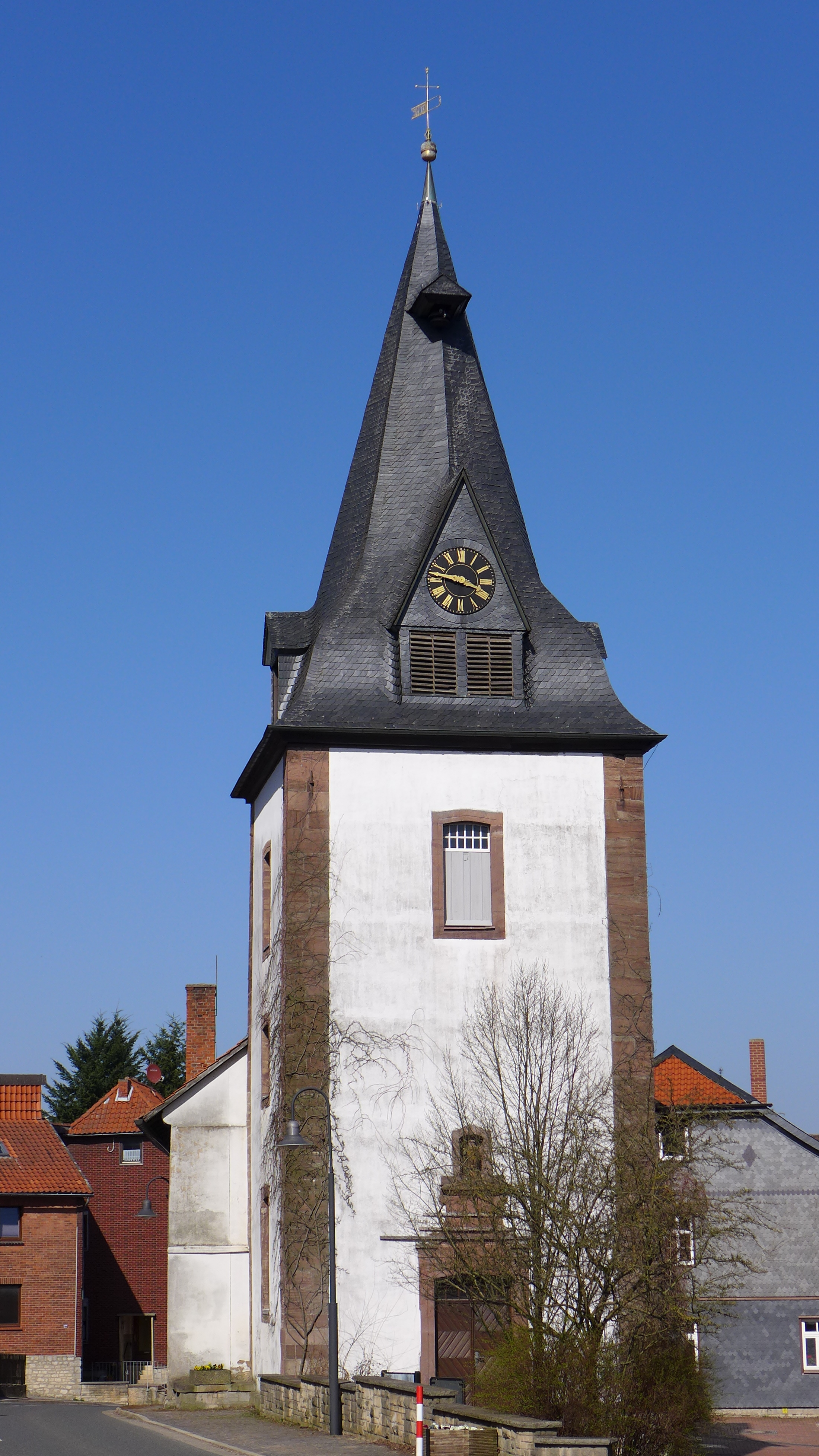
Sophienkirche in der Hauptstraße

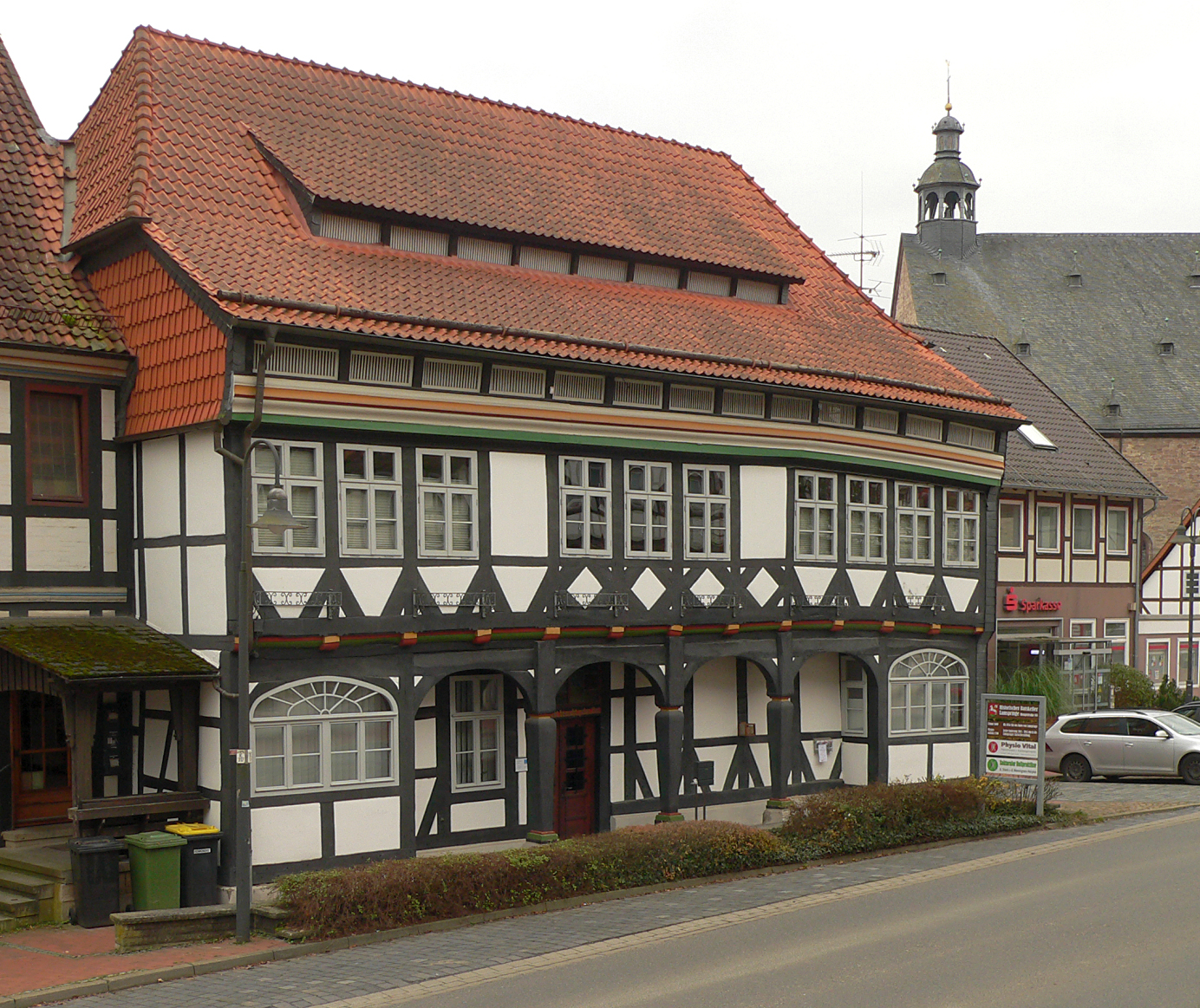
Früheres Rathaus mit Ratskeller

### Bauwerke
- Ehemalige Klosterkirche „St. Hadrian und St. Dionysius“ als dreischiffige Hallenkirche, seit 2009 Filialkirche der katholischen Pfarrgemeinde Bad Gandersheim.
- Klostergebäude mit Abtei- und Konventflügel
- Die Sophienkirche Lamspringe wurde 1692 geweiht. Sie hat spitzbogige Fenster und einen dreiseitigen Chorschluss.[10] Der Turm wurde 1819 angebaut. Der Kanzelaltar stammt aus der Barockzeit.

### Parks
- Klosterpark mit der Quellgrotte der Lammequelle. Der früher zum Kloster gehörige 5,5 ha große Klostergarten, in dem Gemüse angebaut wurde, ist seit 1965 eine öffentliche Parkanlage. Dort sind auch Skulpturen eines Bildhauer-Symposiums von 1984 aufgestellt.

### Sport
Lamspringe verfügt über mehrere Sportvereine. Der größte Verein TuSpo Lamspringe hat etwas mehr als 600 Mitglieder und bietet die Sparten Fußball, Turnen, Handball, Karate, Tischtennis und Badminton an. Weitere Vereine sind der Schützenklub Lamspringe von 1901 e. V., der Tennisclub Lamspringe, der Reitverein Flenithigau und der „Westharzer Skiclub e. V.“.

### Regelmäßige Veranstaltungen
- Lamspringer September seit 1988. Einen Monat lang gibt es in den Abteigebäuden des früheren Klosters Veranstaltungen aus den verschiedenen Bereichen der Kultur und des künstlerischen Entertainments. Die Veranstaltung ist inzwischen zu einem hochkarätigen überregionalen Event geworden. Prominente Teilnehmer waren bereits Günter Grass, Martin Walser, Ephraim Kishon, Paul Kuhn sowie Angehörige der Mailänder Scala und der Berliner Philharmoniker. Seit 2003 findet der „Philosophische Salon“ im Kalenderzimmer des Klosters statt.
- Pilgerbetrieb am letzten August-Wochenende zum Fest des 1681 hingerichteten Heiligen Oliver Plunkett als jährliche Veranstaltung. In der Klosterkirche „St. Hadrian und St. Dionysius“ befindet sich ein Reliquienschrein dieses Heiligen, dessen Gebeine 1685 auf Veranlassung von Abt Maurus Corker nach Lamspringe überführt wurden.
- Dreschfest seit 2007

## Wirtschaft und Infrastruktur

### Verkehr
Lamspringe liegt unweit der A 7, B 3 und B 64. Die nächstgelegenen Bahnhöfe sind Bodenburg, Freden und Bad Gandersheim sowie Kreiensen, wo Anschluss an das Intercitynetz besteht. Der nächste Flugplatz ist in Bad Gandersheim, der nächste Flughafen ist Hannover-Langenhagen.
Durch Lamspringe verlief einst die Lammetalbahn vom Bahnhof Groß Düngen zum Bahnhof Bad Gandersheim. Lamspringe besaß hier einen Bahnhof.

### Tourismus

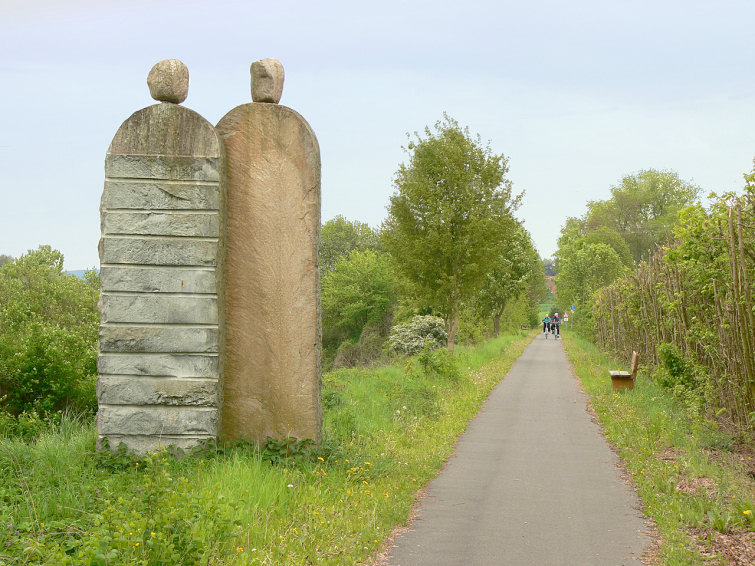
Skulpturenweg Lamspringe–Bad Gandersheim

Der Tourismus hat heute eine große Bedeutung für den staatlich anerkannten Erholungsort am Heber. In den 1990er Jahren begann man einen Teil der alten Bahnstrecke Kreiensen–Hildesheim auf insgesamt 12 Kilometern Länge zwischen Lamspringe und Bad Gandersheim zu einem Radweg umzubauen. Entlang der Strecke wurden Skulpturen internationaler Künstler aufgestellt, was dem Radweg die Bezeichnung Skulpturenweg Lamspringe–Bad Gandersheim beibrachte. Die Konzeption des Weges, der die beiden ehemaligen Klöster Lamspringe und Brunshausen (Bad Gandersheim) verbindet, hat Ernst August Quensen entwickelt.

### Medien
Lamspringe verfügt über keine eigene Zeitung. Als Tageszeitungen sind in Lamspringe die Hildesheimer Allgemeine Zeitung und die Alfelder Zeitung erhältlich. Wöchentlich erscheinen die Zeitungen Kehrwieder und RuBS.

### Bildung
Lamspringe verfügt über eine Grundschule und eine Oberschule, welche in dem Gebäude der ehemaligen Hauptschule untergebracht ist. Die nächstgelegenen Gesamtschulen und Gymnasien befinden sich in Bad Salzdetfurth, Hildesheim, Bad Gandersheim und Alfeld.

## Persönlichkeiten

### Söhne und Töchter der Gemeinde
- Johannes Lotichius (1576–1650), Rechtswissenschaftler
- Friedrich Wilhelm Andreae (1822–1872), Handelsschul-Lehrer, Schuldirektor und Inhaber einer privat geführten Höheren Töchternschule
- Ernst Bock von Wülfingen (1840–1899), preußischer Generalmajor
- Adolf Quensen (1851–1911), Hofdekorations- und Kirchenmaler
- Josef Meyenberg (1891–1977), Gewerbeschullehrer und Maler norddeutscher Landschaften
- Kurt Heißmeyer (1905–1967), SS-Arzt
- Richard Mühe (1929–2009), Uhrmacher und Physiker
- Ulrich Streeck (1944–2023), Psychiater, Psychotherapeut, Soziologe und Sozialpsychologe
- Lothar Hampe (* 1946), Politiker (CDU)
- Christine Heipertz-Hengst (* 1947), Sportwissenschaftlerin, Sporttherapeutin, Reit-Trainerin und Sachbuchautorin
- Micha Kloth (* 1952), Maler und Grafiker[11]

### Personen, die mit der Gemeinde in Verbindung stehen
- Maurus Corker (1636–1715), englischer Benediktiner, Glaubensverfolgter, Abt des Klosters Lamspringe
- Jobst Heinrich Lessen (um 1700), Bildschnitzer, er schuf die Schnitzarbeiten der Ausstattung in der Klosterkirche Lamspringe
- August Friedrich Otto Münchmeyer (1807–1882), neulutherischer Theologe, war von 1840 bis 1851 Pastor in Lamspringe
- August Husemann (1833–1877), Apotheker und Chemiker, war u. a. Apotheker in Lamspringe
- Alfred Lüntzel (1833–1910), Jurist und Rechtsanwalt am Reichsgericht, er trat 1853 die erste praktische Stellung als Auditor in Lamspringe an
- Wilhelm Keitel (1882–1946), Heeresoffizier (ab 1940 Generalfeldmarschall) und von 1938 bis 1945 Chef des Oberkommandos der Wehrmacht, wurde von Adolf Hitler im Oktober 1944 mit 246 Hektar Waldbesitz in Lamspringe belohnt
- Heinz Julius Mackenthun (1884–1941), Unternehmer und Politiker (DDP), war Inhaber der Norddeutschen Handelsgesellschaft Mackenthun & Co. in Lamspringe
- Herbert Backe (1896–1947), Politiker (NSDAP), er übernahm 1931 die NSDAP-Ortsgruppenleitung in Lamspringe
- Fritz Schaller (1904–2002), Architekt, baute 1935–1938 die Thingstätte im ehemaligen Klostergarten in Lamspringe
- Gert Pinkernell (1937–2017), Romanist und Literaturwissenschaftler, wuchs u. a. in Lamspringe auf